# Niels Hansen
Niels Waldemar Hansen (ur. 23 października 1892 w Køge, zm. 10 października 1972 w Vedbæk) – duński żeglarz, olimpijczyk.
Na regatach rozegranych podczas Letnich Igrzysk Olimpijskich 1936 wystąpił w klasie 8 metrów zajmując 8 pozycję. Załogę jachtu Anitra tworzyli również Hans Tholstrup, Otto Danielsen, Carl Berntsen, Vagn Kastrup i Niels Schibbye.